# ELNA
Die Abkürzung ELNA steht für Engerer Lokomotiv-Normen-Ausschuß. Sie ist in der Wortverbindung ELNA-Lokomotive bzw. ELNA-Dampflokomotive ein fester Begriff in der deutschen Eisenbahngeschichte. Der ELNA war ein Unterausschuss des Allgemeinen Lokomotiv-Normen-Ausschusses. Beide waren Teil einer größeren Anzahl von Normungsausschüssen. ELNA und ALNA wurden 1917 gegründet.
Im ELNA waren Vertreter der Lokomotivindustrie, der Länderbahnen bzw. später der Deutschen Reichsbahn, sowie der Dachorganisationen der Privat- und Kleinbahnen, wie dem Verein Deutscher Straßen- und Kleinbahnverwaltungen (VDSKV). Unter Leitung von Hanomag sollte eine einheitliche Bezeichnung der Lokomotivteile sowie eine Normung der Konstruktion und damit eine Austauschbarkeit der Lokomotivteile erreicht werden.

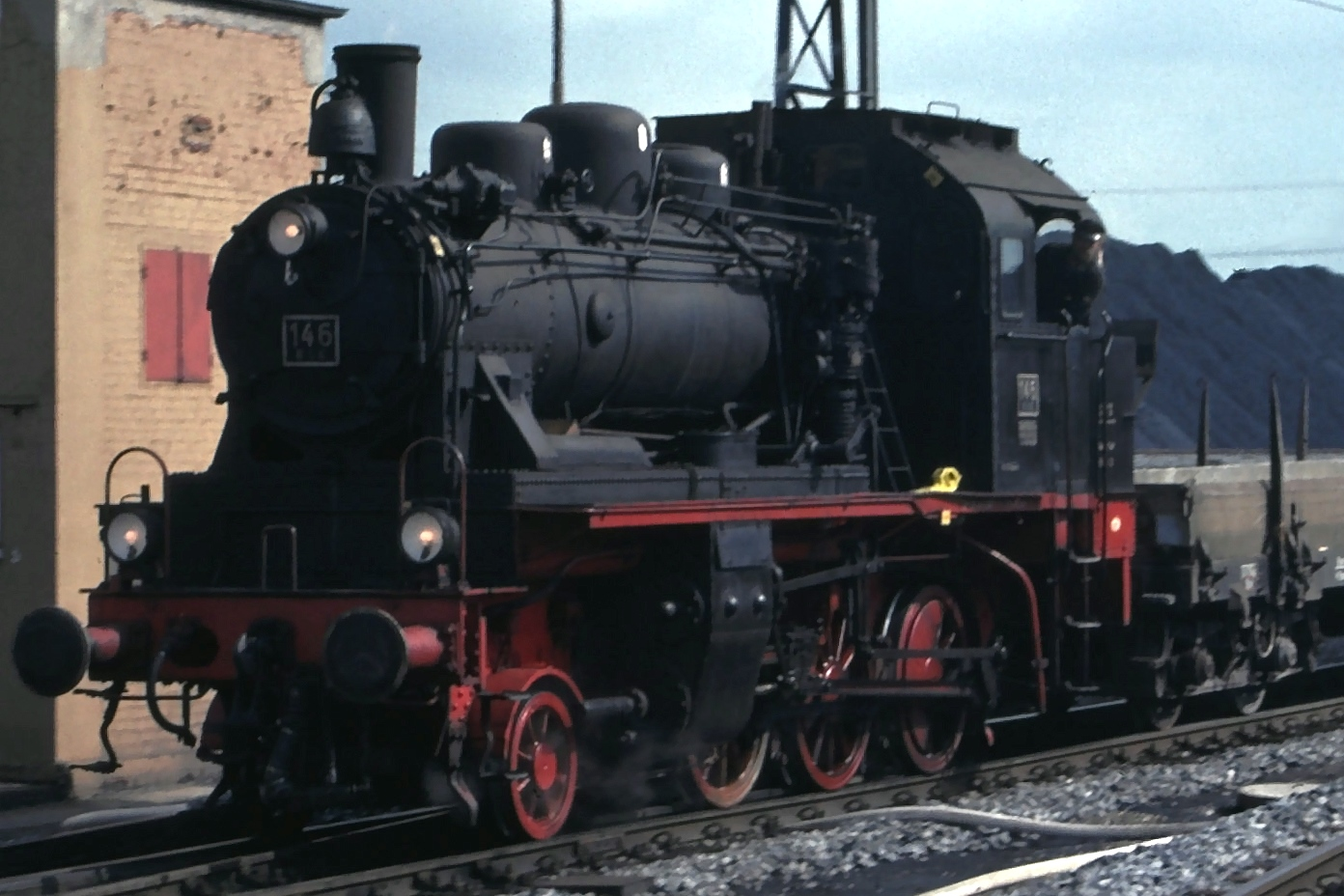
ELNA 2: Butzbach-Licher Eisenbahn 146 im Herner Westhafen

## Typen
| Typ    | Achsfolge | Achs- druck | Heiz- fläche |
| ------ | --------- | ----------- | ------------ |
| ELNA 1 | C         | 12 t        | 65 m²        |
| ELNA 2 | 1’C       | 12 t        | 80 m²        |
| ELNA 3 | D         | 12 t        | 95 m²        |
| ELNA 4 | C         | 14 t        | 80 m²        |
| ELNA 5 | 1’C       | 14 t        | 95 m²        |
| ELNA 6 | D         | 14 t        | 115 m²       |

Ab 1919 wurden erste Entwürfe verschiedener Lokomotivtypen für Klein- und Privatbahnen erarbeitet. Viele Klein- und Privatbahnen waren in dieser Zeit gezwungen, ihren überalterten Fahrzeugpark zu modernisieren. Der ELNA versuchte, durch Vereinheitlichung der Lokomotiven die Beschaffungs- und Instandhaltungskosten zu senken sowie dem Bahnbetrieb preiswerte und robuste Maschinen zur Verfügung zu stellen. Eine erste Entwurfsreihe sah neben drei- und vierachsigen Lokomotiven auch einen zweiachsigen Typ vor. Gebaut wurden diese Entwürfe jedoch nicht.
Die Entwürfe wurden noch einmal überarbeitet und daraus entstanden dann insgesamt sechs Lokomotivtypen für verschiedene Einsatzzwecke, und so auch mit unterschiedlicher Achszahl.
Die größte Lokomotive, die im ELNA-Programm vorgesehen war, hatte vier Kuppelachsen. Neben dem unterschiedlichen Achsdruck (12 t und 14 t), gab es alle Lokomotiven als Heißdampf- und als Nassdampfausführung. Gemeinsames Kennzeichen ist der hochliegende, frei zugängliche Kessel ohne seitliche Wassertanks. Diese waren im Rahmen untergebracht, die Kohlevorräte hinter dem Führerhaus. Einige wenige Lokomotiven wichen auf Kundenwunsch davon ab.
Die C-Lokomotiven (ELNA 1 und ELNA 4) konnten neben der Ausführung als Heißdampf- oder Nassdampflokomotive wahlweise mit 1.100 mm oder 1.200 mm Raddurchmesser bestellt werden. Insgesamt ergaben sich so 16 verschiedene Ausführungen, zwischen denen Klein- und Privatbahnen wählen konnten.
Die wichtigen Verschleißteile waren genormt und konnten damit im Austauschverfahren ersetzt werden. Es gab aber in verschiedenen Details bei einzelnen Bahnen Abweichungen von der Norm.
Die ELNA 6 wurde auch in das Kriegslokomotivprogramm als KDL 4 aufgenommen. Der französische Lokomotivhersteller Schneider in Le Creusot lieferte 1944 bis 1946 67 Lokomotiven, die nach dem Krieg von der SNCF als Baureihe 040 TX1 bis 67 übernommen wurden. Henschel baute 1946 noch drei Maschinen dieses Typs aus Ersatzteilen zusammen, von denen zwei an die Farge-Vegesacker Eisenbahn geliefert wurden.
1944 erhielt Henschel aus Japan den Auftrag zur Lieferung von neun ELNA 4 Lokomotiven. Die Fertigung erfolgte wie bei den 60 ELNA-6-Lokomotiven in Frankreich. Sie wurden nach dem Krieg als Reihe 030 TX von der SNCF übernommen.

### Bauform Krauss
| Typ    | Achsfolge | Achs- druck | Heiz- fläche |
| ------ | --------- | ----------- | ------------ |
| ELNA 2 | 1'C       | 12 t        | 58 m²        |
| ELNA 5 | 1'C       | 14 t        | 69,4 m²      |
| ELNA 6 | D         | 14 t        | 103,5 m²     |

Die Lokomotivfabrik Krauss, seit der Übernahme von Maffei als Krauss-Maffei firmierend, baute ähnliche Lokomotiven mit leichten Abweichungen zu den ELNA-Normalien nach einer eigenen Bauform. Sie unterscheiden sich in Details wie der Länge über Puffer, am charakteristischsten an der Reihenfolge der Kesselaufbauten. Bei ihnen sitzt der Dampfdom mit Ventilregler vorn am Langkessel, dahinter der Speisedom, der jedoch kaum über den Kessel hinausragt. Sandkasten mit je zwei Fallrohren pro Seite und ein Sicherheitsventil Bauart Ramsbottom schließen die Kesselaufbauten ab. Der Schornstein ist bei Krauss länger als nach den Normalien.
Der Grund für die Bauform liegt einerseits in den ELNA-Normalien, die die Bauart bestimmter Teile festlegten, aber auch jedem Hersteller Freiheiten in der Ausgestaltung ließen; und andererseits in den bisherigen Krauss-Entwicklungen. Die Normalien-Standardausführung wäre von Krauss nur nach weitgehendem Umbau der Fertigung möglich gewesen. Daher entsprechen die Kesselaufbauten und andere Details der Krauss-Lokomotiven denen früherer Krauss-Entwicklungen.

### Zweite Typenreihe
Die ELNA-Typen 1–6 reichten immer weniger für den Lokalbahnverkehr aus. Ab Mitte der 1930er-Jahre sollte das ELNA-Typprogramm um weitere Typen erweitert werden.
| Typ              | Achsfolge | Achs- druck | 1. Baujahr   |
| ---------------- | --------- | ----------- | ------------ |
| ELNA 6 verstärkt | D         | 16 t        | 1927         |
| ELNA 7           | 1’C1’     | 14/16 t     | 1940         |
| ELNA 8           | 1’D1’     | 14/16 t     | nicht gebaut |
| ELNA 9           | E         | 14 t        |              |

Sechs Lokomotiven mit fünf gekuppelten Achsen wurden 1925 von Krauss-Maffei an die Kassel-Naumburger Eisenbahn (KN) geliefert und dort mit den Betriebsnummern 1 bis 6 eingereiht. Eine davon ist heute noch museal beim Hessencourrier als HC 206 (ehemalige  KN 206) betriebsfähig erhalten. Krauss-Maffei reichte die Pläne bei der ELNA zur Aufnahme in die Normalien ein, dies wurde jedoch abgelehnt. Offiziell wurde das mit „mangelnder Nachfrage“ begründet; allerdings war der tatsächliche Grund, dass die federführenden Firmen Hanomag, Vulcan und BMAG Schwartzkopff nur eigene Entwürfe normierten. Die Lokomotive wäre nach dem erweiterten Typenprogramm als „*ELNA 9“ bezeichnet worden.
Henschel entwickelte aus der ELNA 6 eine verstärkte Ausführung, die zwischen 1927 und 1929 in sieben Exemplaren ausgeliefert wurden. Die vor 1998 veröffentlichten Empfänger stimmen nicht. Achsdrücke ab 14 t und grundsätzliche Heißdampfausführung waren in den gebauten Lokomotiven Standard.
Der Zweite Weltkrieg verhinderte die Realisierung des Zweiten Typenprogramms. 1940 bis 1942 wurden von Henschel sechs Lokomotiven als Typ „ELNA 7“ ausgeliefert. Henschel war seit 1926 im ELNA dominierend. Mit den archivierten Konstruktionszeichnungen konnte das Unternehmen so die Bestellung des Provinzialverbandes Sachsen ausführen.

## Beschaffung
Gebaut wurden die ELNA-Dampflokomotiven von 1922 bis 1946. Da die wirtschaftliche Lage vieler Bahnen ungünstig war, wurden insgesamt nur etwa 150 Maschinen bei zehn Herstellern gebaut, bis auf fünf Stück alle als Heißdampflokomotiven. Die meisten Lokomotiven wurden ab 1925 bis zur Lähmung der Wirtschaft infolge der Weltwirtschaftskrise im Jahr 1929 gebaut. Der Anteil der ELNA-Lokomotiven lag 1944 bei deutschen Kleinbahnen bei etwa 20 Prozent.
80 Lokomotiven gingen an Bahnen der AG für Verkehrswesen (Friedrich Lenz), davon elf an die Halle-Hettstedter Eisenbahn-Gesellschaft, sieben an die Liegnitz-Rawitscher Eisenbahn-Gesellschaft und sechs an die Braunschweig-Schöninger Eisenbahn. Teilweise wechselten einige Lokomotiven später mehrfach zwischen Bahnen dieser Betriebsführungsgesellschaft. Größter konzernunabhängiger Besteller war die Bentheimer Eisenbahn mit sieben Lokomotiven.
Größter Hersteller war Henschel, mit Abstand folgten Krauss, Hanomag und Hohenzollern. Im Betrieb bewährten sich die ELNA-Lokomotiven sehr gut. Einige sind heute noch bei Museumsbahnen betriebsfähig vorhanden.

### Kritik
Die Dominanz von Hanomag, Vulcan und BMAG Schwarzkopff als Hersteller und der Lenzschen Bahnen als Kunden sorgte dafür, dass viele Hersteller nicht nach den ELNA-Normalien bauten. Auch die Ablehnung der Kraussschen „ELNA 9“ und die Henschel-Sonderbauarten zeigen die Dominanz bestimmter Hersteller im Normenausschuss.

Insbesondere die AEG beteiligte sich nicht am ELNA-Programm, sondern legte ein eigenes Typenprogramm auf. Hierzu gehörten drei C h2t.14-Lokomotiven (DR-Einnummerung 89 6479–81) der Osthavelländischen Eisenbahn und zwei 1’C h2t.14 (DR 91 6484–85) für die Brandenburgische Städtebahn. Die AEG-Typen enthielten keine ELNA-Teile, dafür waren sie aber fortschrittliche Neuentwicklungen.

## Erhaltene Lokomotiven
| Betriebsnr.    | Baujahr | Hersteller Fabriknr. | Eigentümer Betreiber                                                | Standort         | Bemerkungen | betriebs- fähig? |
| -------------- | ------- | -------------------- | ------------------------------------------------------------------- | ---------------- | --- | ---------------- |
| ELNA 5 Nr. 5   | 1927    | Henschel 20818       | MBS (NL) –                                                          | Haaksbergen (NL) | 1927: Teutoburger Wald-Eisenbahn „152 TWE“ 1956: Kleinbahn Kaldenkirchen–Brüggen „152 KKB“ 1959: Jülicher Kreisbahn „152 JKB“ 1972: Museum Buurtspoorweg (NL) „5“, gekennzeichnet als „152 TWE“ | Ja               |
| ELNA 6 Nr. 4   | 1930    | BMAG 9963            | Dampfbahn Fränkische Schweiz                                        | Ebermannstadt    | Neubaukessel, früher Hersfelder Kreisbahn „2“, Eschweiler Bergwerksverein „Anna 10“ | Ja               |
| ELNA 1 Nr. 3   | 1931    | Hanomag 10672        | privat –                                                            | Adorf            | früher WZTE - Wilstedt-Zeven-Tostedter Eisenbahn „8“ bzw. „350“, Südzucker, Werk Regensburg „3“, Lokalbahn Arbeitsgemeinschaft (LAG) Hof | Nein             |
| ELNA 6 ANNA 8  | 1938    | Henschel 24396       | Bergbaumuseum Grube Anna II –                                       | Alsdorf          | Früher Hersfelder Kreisbahn „4“, Eschweiler Bergwerksverein „Anna 8“ | Nein             |
| ELNA 5 158 KKB | 1940    | Henschel 24917       | CFV3V (B) –                                                         | Mariembourg (B)  | 1940: Teutoburger-Wald-Eisenbahn „154 TWE“ 1954: Kleinbahn Kaldenkirchen–Brüggen „158 KKB“ 1973: Stoomtram Goes-Borsele (NL) „7“ 1983: Chemin de fer à Vapeur des Trois Vallées (B) „158 KKB“ | Ja               |
| ELNA 2 146 BLE | 1941    | Henschel 24932       | Eisenbahnmuseum Bochum – Stiftung Eisenbahnmuseum Bochum            | Bochum           | 1941: Kleinbahn AG Jauer–Maltsch (JM, Schlesien) „142 JM“ 1945: Leiheinsatz KSE „142 JM“, 1957 Umzeichnung in „146 JM“ 1959: Leiheinsatz KSchE „146 JM“ 1960: RRE, erst Leiheinsatz „146 JM“ noch 1960 Kauf von JM, Umzeichnung „146 RRE“ 1964: Butzbach-Licher Eisenbahn „146 BLE“ 1970: DGEG „146 BLE“ 2011: Stiftung Eisenbahnmuseum Bochum „146 BLE“ | Nein             |
| ELNA 6 184 DME | 1946    | Henschel 25657       | Eisenbahnmuseum Darmstadt-Kranichstein – Deutsche Museums-Eisenbahn | Darmstadt        | 1946: Deutsche Eisenbahn-Gesellschaft „203 DEG“ 1961: Deutsche Eisenbahn-Gesellschaft „184 DEG“ 1967: Leiheinsatz RStE (bis 1972), davor BTh, FVE 1972: Eisenbahnmuseum Darmstadt-Kranichstein „184 DME“ | Ja               |